# Basilique Saint-Vincent de Castres
Cette ancienne basilique n’est pas la seule basilique Saint-Vincent.
La basilique Saint-Vincent est une basilique catholique aujourd'hui disparue, et anciennement situé au centre-ville de Castres, dans le département français du Tarn. 
Fondée en 884, détruite en 1830, elle fut au cours des siècles de nombreuses fois rebâtie. Elle était un lieu de pèlerinage important, car conservait en son sein les précieuses reliques de Vincent de Saragosse. Celles-ci avaient été obtenues par l'abbaye Saint-Benoit de Castres en 863, après leur découverte en Espagne en 855, au terme de longues recherches sur l'emplacement de la sépulture du saint.
Le couvent des Jacobins ou des Dominicains, construit vers 1260 pour l'Ordre des Jacobins, se trouvait à côté de la basilique, qui lui servait de lieu de culte.

## Architecture
Le sceau de Castres de 1303 peut éclairer sur l'architecture de la basilique Saint-Vincent à cette période de l'histoire : elle était de plan cruciforme, avec en son centre une coupole à trois étages surmontée d'une croix et soutenue par des colonnes et une large porte à son niveau. 
Le clocher se trouvait à l'Ouest, avec lui aussi une porte, plus petite. Elle possédait un transept, et son chevet était aussi surmonté d'une croix.

## Les reliques de Saint-Vincent

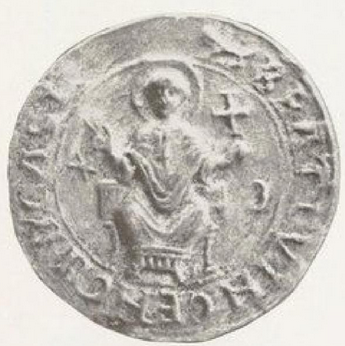
Saint Vincent sur le sceau de Castres de 1226
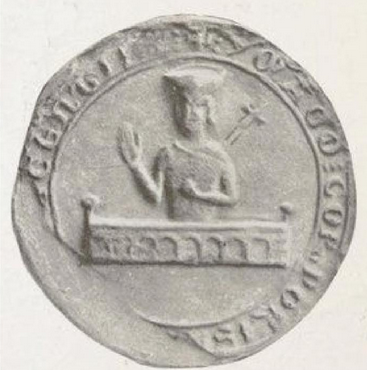
Saint Vincent sur le sceau de Castres de 1303

### Origines
Selon le témoignage du moine Aimoin, de l’abbaye Saint-Germain-des-Prés, en 854, Hildebert, un moine convers de l'abbaye Sainte-Foy de Conques (Aveyron) révèle l'emplacement présumé des reliques de Vincent de Saragosse. Celui-ci, diacre de Saragosse, fut martyrisé en 304 lors de la persécution de Dioclétien, puis reconnu saint par l'église catholique romaine.

### Première expédition
Ainsi, un an plus tard, en 855 et sur ordre de l'abbé Blandin, deux moines de Conques entament un voyage à destination de l'Espagne. L'un des deux moines, prénommé Audalde, découvre la tombe du martyr dans les vestiges d'une ancienne église, située en deçà de l'enceinte de Valence. Il tente de ramener le corps en France, mais il est arrêté plus au Nord, à Saragosse par l'évêque de la ville, à cette époque un certain Senior (de 839 à 863), qui lui confisque la dépouille, apparemment après l'avoir torturé pour lui faire avouer la vérité sur l'origine des reliques.  
Audalde ne cède pas et décrit les restes comme ceux d'un obscur religieux du nom de saint Marin. Néanmoins, il rentre ainsi bredouille à Conques et sans l'or confié par l'abbaye, ce qui lui vaut d'être chassé du monastère par ses confrères, qui ne croient d'ailleurs pas à son récit. Il trouve alors asile en l'abbaye Saint-Benoît de Castres, dirigée par l'abbé Gislebert, dans la ville alors connue sous le nom de Castres-en-Albigeois. 

### Deuxième expédition
Les moines de cette communauté, croyant à son récit, s'emploient dès lors à s'emparer des reliques de saint Vincent. 
C'est chose faite en 863, lorsque le comte de Cerdagne Salomon, ami de ceux-ci, récupère le corps auprès de l'émir de Cordoue, Muhammad Ier, avec l'aide d'Audalbe, qui l'accompagne et le guide. Pour cela, il accuse l'évêque de Saragosse de l'empêcher de récupérer le corps de son père, prénommé Sugnarius, et parvient ainsi à faire passer le prélat en procès, et à s'emparer de la dépouille, qui n'est bien sûr absolument pas celle de son géniteur. 

### Les reliques à Castres
Après un long voyage et nombre de détours de par tout le Languedoc, depuis Carcassonne jusqu'à la Montagne noire, les reliques de saint Vincent se retrouvent donc en possession de l'abbaye de Castres. Les moines de celle-ci, avec à leur tête l'abbé Gislibert, ainsi que les habitants de la petite cité, accueillent dans un triomphe et une euphorie absolue l'arrivée des saintes reliques dans leur ville. 
En effet, celles-ci étaient activement recherchés par les plus grands monastères, comme en témoigne une fois de plus le moine Aimoin de Saint-Germain-des-Prés, qui annonce qu'une expédition lancée par sa propre abbaye avait débuté en 858, mais qu'elle ne put aboutir en raison de la découverte d'Audalde, puis de la confiscation de la dépouille par l'évêque de Saragosse. 

## La basilique Saint-Vincent

### 884, une première basilique
Avec l'installation de la châsse de saint Vincent dans l'abbaye de la ville, il serait dès lors arrivé nombre de miracles. Le plus grand d'entre eux a lieu lorsqu'un aveugle retrouve la vue. C'est à l'endroit même de la réalisation de ce miracle qu'est élevée une basilique en l'honneur de saint Vincent, à partir de 884, afin d'honorer sa bienfaisance, ainsi que de permettre aux femmes d'accéder aux reliques. Celles-ci ne pouvaient entrer dans l'abbaye, réservée aux hommes. 

### Pèlerinage
Avec ces miracles et cet engouement, saint Vincent devient comme le second patron de la ville de Castres, après saint Benoît. Un pèlerinage se met alors en place. Nombreux sont les voyageurs de toute l'Europe de l'Ouest, tout particulièrement en provenance de la péninsule Ibérique où le culte de saint Vincent est très marqué, à venir se recueillir sur les reliques du martyr. Ce nouveau pèlerinage complète le chemin de Saint-Jacques-de-Compostelle passant déjà par la cité de Castres, et il ne doit pas être rare que les pèlerins de passage, à destination de Saint-Jacques-de-Compostelle, fassent une halte pour prier dans la nouvelle basilique Saint-Vincent. 
Outre le fort enrichissement de la ville, ce pèlerinage entraîne la modification de son paysage urbain, avec par exemple la construction de l'asile Saint-Jacques, pour l'hébergement des pèlerins. Il est remplacé au XIVe siècle par l'actuelle église Saint-Jacques de Villegoudou. 
Finalement, Valence étant aux mains des musulmans, Castres s'impose comme l'épicentre chrétien du culte de Vincent de Saragosse. Cette prétention est fortement contestée par Lisbonne au XIIe siècle, où l'on prétend avoir aussi les restes de saint Vincent (et les vrais !). Mais contrairement à Castres, l'appui des sources historiques écrites est relativement moins crédible, d'autant plus que la découverte du prétendu corps de saint Vincent pour Lisbonne arrive bien plus tard que pour Castres. 

### Le roi à Castres
Lorsque le dauphin de France, futur Louis VIII le Lion exécute le pèlerinage jusqu'à Castres en 1215, l'abbé Guilhem fait ouvrir la châsse de saint Vincent, détache la mâchoire du squelette du martyr, et l'offre au futur roi. Ce dernier en fait ensuite don à l'abbaye Saint-Germain-des-Prés. 
De même, Dominique de Guzmán serait venu en 1220, et alors qu'il visitait la basilique, il aurait entendu une voix lui disant qu'elle lui appartenait. Ce fut en quelque sorte le cas à partir de 1258, lorsque la basilique est acquise par l'ordre des Frères Prêcheurs, ordre religieux créé par Dominique de Guzman lui-même.

### 1226, seconde basilique

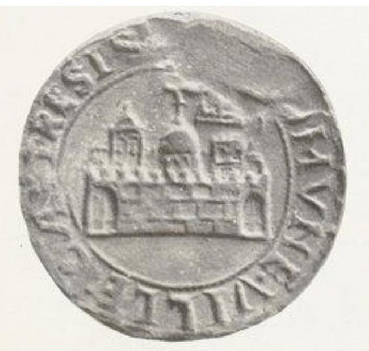
Le sceau de Castres en 1226, avec la basilique au centre

En 1226, une nouvelle basilique d'architecture romane est construite à l'intérieur de l'enceinte de Castres, l'ancienne se trouvant sur le plateau Saint-Jacques à l'écart de la cité. L'abbaye Saint-Benoît avait déjà quitté ce plateau, premier foyer d'occupation de Castres, au XIe siècle. 

### Rattachement à l'Ordre des Dominicains
En 1258, alors que Castres dépend encore du diocèse d'Albi, l'évêque de cette ville, Bernard II de Combret, fait don de la nouvelle église Saint-Vincent à l'ordre des Prêcheurs (dont les membres sont plus connus sous le nom de Dominicains ou de Jacobins), afin qu'elle serve de lieu de culte au couvent des Jacobins. 
Cette transaction est réalisée en accord avec l'abbaye Saint-Benoît, et apparemment sur demande de Philippe II de Montfort, qui avait lui-même fondé ledit couvent et obtenait ainsi les reliques pour son propre intérêt. Ce dernier est seigneur de Castres par héritage de son père, Philippe Ier, qui lui-même avait profité de la position de son célèbre frère Simon dans la croisade des albigeois, pour s’octroyer la seigneurie de Castres. 
Dans le même temps, est aussi confiée aux Dominicains une part du cimetière appartenant jusqu'alors dans sa totalité à l'abbaye Saint-Benoît. On redécouvrira les sépultures de celui-ci, oubliées depuis, lors de fouilles archéologiques en l'an 1990, à la suite de travaux ayant mené à la mise en lumière de l'emplacement du cimetière. Ce dernier, situé sous l'actuelle place du 8-Mai-1945, aurait été utilisé pendant seulement deux siècles, du XIIIe siècle au XIVe siècle. 

### Troisième basilique

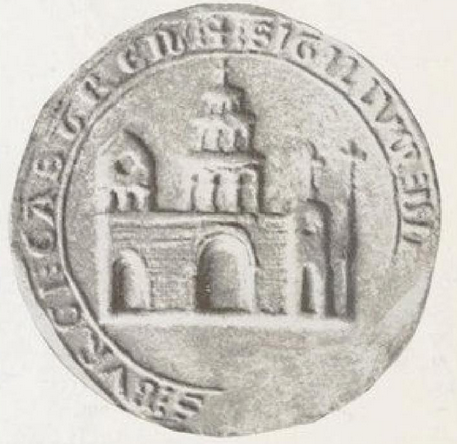
Le sceau de Castres en 1303, représentant la troisième basilique

Vers 1260, le reliquaire de saint Vincent est modifié, remplacé par un magnifique coffret de bois sculpté et orné de lames d'argent. De même, la basilique subit de lourds remaniements, et apparaît largement modifiée sur le sceau de Castres en 1303. En 1283, Jourdain, ancien cathare fils de Bertrand de Saissac, se fait enterrer dans la basilique, après s'être vu refusé l'inhumation en l'abbaye d'Ardorel.
Les chanoines de la cathédrale Saint-Benoît (l'abbaye ayant été élevée au rang de cathédrale en 1317, lors de la création du diocèse de Castres) et les Dominicains, ne s'entendent cependant pas toujours, et c'est ainsi qu'un procès ayant pour sujet les droits des premiers sur la basilique Saint-Vincent est administré par le Parlement (sûrement celui de Toulouse) entre 1503 et 1540. Le Parlement tranche en faveur des Dominicains, et n'autorise la présence des chanoines de Saint-Benoit que trois fois l'an, lors de la Purification de Marie, à la Saint-Vincent (le 22 janvier) et à la translation de ce saint.

## Les siècles de troubles

### Première destruction

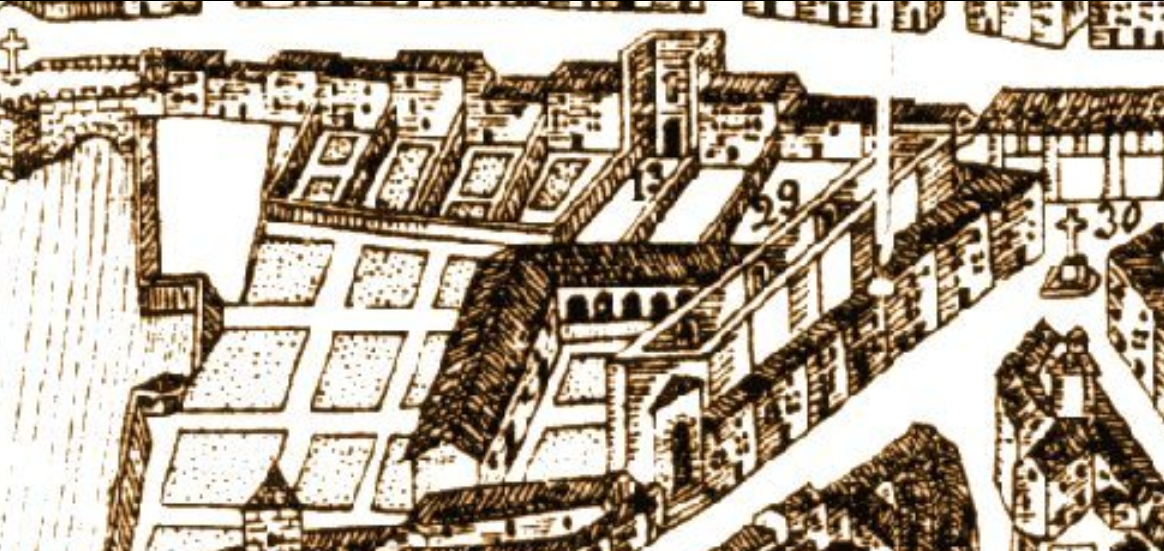
Plan de Castres en 1674. La basilique, apparemment en reconstruction, est au n°13, le couvent au n°29

Au cours des guerres de Religion opposant catholiques et protestants, l'église romane est détruite en l'an 1563. Déjà en septembre 1561, la ville de Castres étant majoritairement ralliée à la cause protestante, les précieuses reliques de Vincent de Saragosse sont dispersées, et le reliquaire détruit après le vol des lames d'argent. 

### Seconde destruction
La basilique est tout de même reconstruite en 1598, mais disparait de nouveau en 1621. Il est très possible que cette seconde destruction soit imputable aux guerres de Rohan, une révolte des huguenots, qui agitent grandement la région  dans cette même période. Ainsi, l'église Saint-Jacques-de-Villegoudou, déjà citée ci-dessus est elle aussi démantelée par le duc de Rohan, au profit de la création de remparts.
De nouveau, la piété des catholiques de Castres s'exprime à travers la reconstruction d'une cinquième et dernière église, élevée en 1665. Néanmoins, le culte de saint Vincent avait déjà pu être rétabli en 1638 par les Dominicains, qui avaient fait d'abord appel à l'aide pécuniaire du couvent des Dominicains d'Avignon, puis fait rapatrier un os du martyr depuis le cimetière de Saint-Calixte de Rome. 

### Perte des reliques et destruction définitive
Nonobstant, la Révolution française vient de nouveau ravager les rêves des religieux, et les précieuses reliques disparaissent à nouveau. De plus, et comble de malheur, la dernière basilique est finalement détruite en 1830. 
S'il ne reste aujourd'hui plus de vestiges des édifices successifs qui ont occupé le site, on peut encore en apercevoir une gargouille, au numéro 12 de la rue Alquier-Bouffard. Le parvis du sanctuaire est quant à lui identifiable par le rectangle formé par les rues Alquier-Bouffard, vieille-Halle, Dacier, et par la place Jean-Jaurès.
Il est néanmoins permis de douter de la véritable origine des reliques de Vincent de Saragosse : si l'existence de ce martyr est bien attestée, il n'est point certain que les reliques que l'on retrouve à Castres soient réellement les siennes, contrairement à ce que certains auteurs comme Louis de Lacger affirment.